# Perico Sambeat
Perico Sambeat, (Godella vagy Valencia, 1962. július 23. –) spanyol szaxofonos.

## Pályafutása
Perico Sambeat hat évesen kezdett zongorázást tanulni. A barcelonai klasszikus fuvola-tanulmányai után − amelybe 18 évesen fogott bele − a Taller de Músics dzsessziskolába járt. 1980 körül önállóan tanult meg szaxofonozni. Az 1980-as évek közepétől trióban játszott Javier Colina basszusgitárossal és Jorge Rossy dobossal, majd 1989-ben Tete Montoliuval.
Sambeat debütáló albuma 1990-ben jelent meg („Perico Sambeat”, majd 1991-ben a „Punto de Partida” − kvintettben Tete Montoliu és Wallace Roney (trombitás) mellett.
1991-ben New Yorkba ment, ahol − többek között − játszott Joe Chambersszel és Jimmy Cobbal; leckéket vett Joe Lovanotól és Lee Konitztól.
Európában Dave Kikoskival és Michael Mossmannal és Bruce Barth-nel készített felvételeket. Azóta fellépett saját együttesekkel is. Dolgozott például Mark Turnerrel, Pat Metheny-vel, Steve Lacy-vel, Carlos Barrettoval és Maria Schneiderel. 2008-ban megalapította a Flamenco Big Bandet, amellyel albumot is kiadott.

## Albumok
- Uptown Dance (1992)
- Dual Force (1996)
- Jindungo (1997)
- Ademuz (1998)
- Some Other Spring (1999)
- Perico 92001)
- Jazz Viene Del Sur Cruce de Caminos (2001)
- Passages (2002)
- Friendship (2003)
- Un Circ Sense Ileons (2004)
- Colina Miralta Sambeat Trio (2007)
- Flamenco Big Band (2008)
- Andando (2009)
- Infinita (2009)
- Barcelona Hora Cero (2010)
- Baladas (2011)
- Sketches of Pangea (Budapest Music Center, 2011)
- Elastic (Karonte/(2012)
- Plays Zappa (2016)
- Ofrenda (2019)
- CMS (2020)
- Atlantis (2022)
- Roneando (2023)
- Boreal (2025)

## Díjak
- 2003: North Sea Jazz Festival
- 2003: Paul Acket Award

## Fordítás
Ez a szócikk részben vagy egészben  a   Perico Sambeat című német Wikipédia-szócikk ezen változatának fordításán alapul.  Az eredeti cikk szerkesztőit annak laptörténete sorolja fel. Ez a jelzés csupán a megfogalmazás eredetét és a szerzői jogokat jelzi, nem szolgál a cikkben szereplő információk forrásmegjelöléseként.